# Cornelia Sulzer
Cornelia Sulzer (Admont, 4 de enero de 1964) es una deportista austríaca que compitió en ciclismo de montaña y esquí de fondo. Ganó dos medallas en el Campeonato Europeo de Ciclismo de Montaña, plata en 1992 y bronce en 1993, ambas en la prueba de campo a través.

## Medallero internacional
| Campeonato Europeo | Campeonato Europeo   | Campeonato Europeo | Campeonato Europeo |
| Año                | Lugar                | Medalla            | Competición        |
| ------------------ | -------------------- | ------------------ | ------------------ |
| 1992               | Möllbrücke (Austria) | Medalla de plata   | Campo a través     |
| 1993               | Klosters (Suiza)     | Medalla de bronce  | Campo a través     |